# LG Rhein-Wied
Die LG Rhein-Wied ist eine im Jahr 1974 gegründete Leichtathletikgemeinschaft aus Rheinland-Pfalz. Sie bündelt mehrere Vereine aus den Städten Andernach, Lahnstein, Neuwied, Koblenz und Waldbreitbach. Sie vereint nach eigenen Angaben fast 3000 Mitglieder, davon etwa 750 Leichtathleten. Ihre Stammvereine sind die SG DJK Andernach, der DJK Neuwieder LC sowie die TG Oberlahnstein. Später stieß aus Neuwied auch der TV Engers hinzu.
Bereits seit 1974 starteten die Leichtathleten aus Andernach und Neuwied zusammen für die damalige LG Andernach-Neuwied. Zuvor war aus der DJK Andernach die Spitzenathletin Inge Helten hervorgegangen, die bis 1971 für den Verein startete, 1976 Weltrekord lief und dann in Montreal olympisches Bronze über 100 Meter sowie Staffelsilber gewann. Tags zuvor hatte Klaus-Peter Hildenbrand es Helten gleich getan und in einem historischen Zieleinlauf Bronze über 5000 Meter gewonnen. Er war beim Neuwieder LC groß geworden und lief für diesen bis ins erfolgreiche Olympiajahr 1976.
Aus der erfolgreichen Generation dieser Anfangsjahre gelang außerdem Ute Hedicke 1974 und 1975 die deutsche Hallenvizemeisterschaft im Weitsprung und Platz 5 der Halleneuropameisterschaften 1975. Nachdem sie die LG verlassen hatte, gewann sie 1976 den deutschen Hallentitel, schaffte es aber nicht nach Montreal.
Etwas später wurde ebenfalls beim Neuwieder LC der 400-Meter-Sprinter Norbert Dobeleit zum Spitzensportler, der 1988 in Seoul Staffelbronze über 4 × 400 Meter holte. Von 2007 bis 2014 trat Marcel Kirstges für die LG Rhein-Wied an und wurde dreimal Deutscher U23- bzw. Jugendmeister.
Der bisher größte Erfolg für den Vereins gelang 2012 der Siebenkämpferin Lilli Schwarzkopf mit dem Gewinn der olympischen Silbermedaille, denn sie war als bereits sehr erfolgreiche U23-Vizeeuropameisterin und Europameisterschaftsdritte erst 2009 zur LG Rhein-Wied gewechselt und blieb dort bis 2014.
Schon seit 2006 und damit ungleich länger startet der derzeit erfolgreichste Athlet Kai Kazmirek als Zehnkämpfer für die LG Rhein-Wied und wurde in dieser Zeit, zuletzt 2018, mehrfacher Deutscher Meister, 2013 U23-Europameiser und 2017 in London Bronzemedaillengewinner der Weltmeisterschaften.